# Вари (народ)
Вари (варикака, пакаа-нова; Wari') — индейский народ, проживающий в тропических лесах Бразилии. Их родина расположена на территории штата Рондония. Говорят на языке пакаасновос (вари), принадлежащем к чапакурской семье.
Европейские колонизаторы впервые столкнулись с вари на берегах реки Пакаа, правого притока реки Маморе, и по месту встречи народ получил от них название «пакаа-нова». Сами вари предпочитают, чтобы по отношению к ним использовали их самоназвание, Wari’. 
Народ вари не следует путать с древней доинкской культурой Вари, которая существовала в Перу и не имела никакого отношения к народу вари.